# Episannina zygaenura
Episannina zygaenura is een vlinder uit de familie wespvlinders (Sesiidae), onderfamilie Sesiinae.
Episannina zygaenura is voor het eerst wetenschappelijk beschreven door Meyrick in 1933. De soort komt voor in het Afrotropisch gebied.